# Śrem
Śrem (uttalas [ɕrɛm], tyska Schrimm) är en stad i Storpolens vojvodskap i Polen. Staden har en yta på 12,37 km2, och den hade 30 036 invånare år 2014.

## Vänorter
Śrem har följande vänorter:
- Aksu, Antalya, Turkiet
- Bergen, Niedersachsen, Tyskland
- Rožnov pod Radhoštěm, Tjeckien
- Świdnik, Polen